# Гори Святого Іллі
Го́ри Свято́го Іллі́ (англ. Saint Elias Mountains) — гори в північній частині системи Берегових хребтів у Кордильєрах, на Алясці у США; та в Юконі і Британській Колумбії в Канаді.

## Географія
Гори розташовані на південному сході Аляски (США) та на південному заході Юкону і крайньому північному заході Британської Колумбії (Канада). Належать до складу гірської системи Берегових хребтів, Кордильєр. Це найвищі прибережні гірські хребти на Землі. Гори утворилися внаслідок субдукції тектонічної мікроплити Якутат під Північноамериканську тектонічну плиту.
Територія гір охоплює національний парк та заказник Врангель-Сент-Елайс в США і національний парк Клуейн в Канаді, а також включає в себе весь національний парк Глейшер-Бей на Алясці. На Алясці гори включають частини боро Якутат та райони перепису Гуна-Ангун та Валдіз-Кордова.
Довжина гір 480 км. Найбільша ширина до 180 км, з підводними хребтами затоки Аляска до 450 км. Площа за різними даними від 76 947 до 112 509 км². Максимальна висота до 5959 м — гора Лоґан. Більшість найвищих піків Канади є частиною цих гір.
Гори складені гранітами і осадовими породами. Мають значне заледеніння. Вище 500 м розташовані сніжники та фірнові поля, які живлять великі льодовики, що досягають океану; ряд льодовиків, зливаючись біля підніжжя і утворюють великі льодовики (Хаббард, Маласпіна та ін.). Нижні частини схилів вкриті хвойними лісами.
Гори Святого Іллі були названі на честь гори Святого Іллі, яка в свою чергу була відкрита і названа данським дослідником Вітусом Берінгом 16 липня 1741 року на честь пророка Іллі.

## Найвищі піки
Найвищі вершини у складі гір Святого Іллі:
| № за/п | Назва вершини | Висота, м | Висота, м | Розташування      | Примітки                            |
| № за/п | Назва вершини | абсолютна | відносна  | Розташування      | Примітки                            |
| ------ | ------------- | --------- | --------- | ----------------- | ----------------------------------- |
| 1      | Лоґан         | 5959      | 5250      | Юкон              | Найвищий пік Канади                 |
| 2      | Святого Іллі  | 5489      | 3429      | Аляска-Юкон       | Другий за висотою пік США та Канади |
| 3      | Лукейнія      | 5240      | 3040      | Юкон              | № 3 в Канаді                        |
| 4      | Пік Кінг      | 5173      | 1073      | Юкон              | № 4 в Канаді                        |
| 5      | Стіл          | 5073      | 813       | Юкон              | № 5 в Канаді                        |
| 6      | Бона          | 5040      | 2100      | Аляска            | № 5 в США                           |
| 7      | Маунт-Вуд     | 4842      | 1190      | Юкон              |                                     |
| 8      | Ванкувер      | 4812      | 2692      | Юкон              |                                     |
| 9      | Черчилль      | 4766      | 347       | Аляска            |                                     |
| 10     | Слаґґард      | 4742      | 522       | Юкон              |                                     |
| 11     | Макаулай      | 4690      | 520       | Юкон              |                                     |
| 12     | Ферветер      | 4671      | 3961      | Б.Колумбія-Аляска | № 1 в Британській Колумбії          |
| 13     | Габбард       | 4557      | 2457      | Юкон              |                                     |
| 14     | Ведмідь       | 4520      | 1540      | Аляска            |                                     |
| 15     | Волш          | 4507      | 1346      | Юкон              |                                     |
| 16     | Альверстоун   | 4439      | 594       | Аляска-Юкон       |                                     |
| 17     | Юніверсіті    | 4410      | 978       | Аляска            |                                     |
| 18     | Макартур      | 4389      | 924       | Юкон              |                                     |
| 19     | Аугуста       | 4289      | 1549      | Аляска-Юкон       |                                     |
| 20     | Кеннеді       | 4250–4300 | 390       | Юкон              |                                     |
| 21     | Гора Кука     | 4196      | 2351      | Аляска-Юкон       |                                     |

## Галерея
|  |  |  |  |  |